# 卡羅利納德爾普林西佩 (安蒂奧基亞省)
卡羅利納德爾普林西佩是哥倫比亞的城鎮，位於該國北部，由安蒂奧基亞省負責管轄，距離首府麥德林105公里，始建於1787年，面積166平方公里，海拔高度1,761米，2005年人口3,929。
6°43′33″N 75°17′03″W / 6.72583°N 75.2842°W